# Candelo Cabezas
Candelo Cabezas, il cui vero nome è Francisco Rodriguez de Gonzales de Cabezas (1965 – Torino, 17 ottobre 1997), è stato un percussionista colombiano, noto per aver militato nel gruppo fiorentino dei Litfiba dal 1989 al 1997.

## Biografia
Figlio di un musicista e di una cantante, nel 1988 si trasferì dalla Colombia in Italia.
Nel 1989 entra a far parte dei Litfiba con il quale registra 5 album.
Ha suonato insieme ai Timoria nel corso del Viaggio Senza Vento Tour del 1993 e nel 1995 ha registrato e suonato nel tour dell'album Buon compleanno Elvis di Luciano Ligabue.
Inoltre insegnò al Centro Professione Musica di Milano dal 1990 percussioni afro-cubane e batteria latina.
Il 17 ottobre 1997 si trova a Torino come produttore dei Quartiere Latino presenti al Salone della Musica. Dopo essere stato colto da un malore durante la cena muore nella sua camera d'albergo colpito da un aneurisma.

Nell'album live Croce e delizia il cantante dei Litfiba, Piero Pelù, introduce "Ritmo 2#" dedicandola al musicista con queste parole: 
Inoltre è stato ricordato da Red Ronnie al Roxy Bar su Tmc2.

## Discografia

### Bruno Lauzi
- 1989 - Inventario latino

### Eros Ramazzotti

#### Album studio
- 1990 - In ogni senso

#### Live
- 1991 - Eros in concert

### Fabrizio De André
- 1990 - Le nuvole

### Jovanotti
- 1994 - Lorenzo 1994

### Litfiba

#### Album studio
- 1990 - El diablo
- 1995 - Spirito
- 1997 - Mondi sommersi

#### Live
- 1989 - Pirata
- 1991 - El diablo Tour
- 1995 - Lacio drom (buon viaggio)

#### Raccolte
- 1992 - Sogno ribelle

### Luciano Ligabue
- 1995 - Buon compleanno Elvis

### Mina

#### Album studio
- 1989 - Uiallalla
- 1990 - Ti conosco mascherina
- 1991 - Caterpillar
- 1993 - Lochness
- 1995 - Pappa di latte

#### Cover
- 1993 - Mina canta i Beatles

### Pierangelo Bertoli
- 1993 - Gli anni miei

### Premiata Forneria Marconi
- 1987 - Miss Baker

### Timoria
- 1993 - Viaggio senza vento

### Franco Fasano
- 1989 - Un cielo che non sai

### Ornella Vanoni
- 1990 - Quante storie

### Gang
- 1991 - Le radici e le ali

### Giorgio Faletti
- 1990 - Disperato ma non serio

### Gerardina Trovato
- 1996 - Ho Trovato Gerardina